# Wej-nan
Wej-nan (čínsky pchin-jinem Wèinán, znaky 渭南) je městská prefektura v Čínské lidové republice, kde patří k provincii Šen-si. Celá prefektura má rozlohu 13 040 čtverečních kilometrů a roku 2020 v ní žilo 4,7 milionů obyvatel.
Ve městě Chan-čcheng na území prefektury se narodil čínský dějepisec S’-ma Čchien.

## Administrativní členění
Městská prefektura Wej-nan se člení na jedenáct celků okresní úrovně, a sice dva městské obvody, dva městské okresy a sedm okresů.
| Lin-wej Chua-čou městský okres · Chan-čcheng městský okres · Chua-jin okres · Tchung-kuan okres · Ta-li okres · Che-jang okres · Čcheng-čcheng okres · Pchu-čcheng okres · Paj-šuej okres · Fu-pching |        |                       |                    |                                  |
| Název | Název  | Počet obyvatel (2020) | Rozloha km² (2020) | Hustota zalidnění (obyv. na km²) |
| český přepis | znaky  | Počet obyvatel (2020) | Rozloha km² (2020) | Hustota zalidnění (obyv. na km²) |
| Městské obvody |        |                       |                    |                                  |
| Lin-wej | 临渭区 | 920 044               | 1 262              | 729                              |
| Chua-čou | 华州区 | 268 620               | 1 129              | 238                              |
| Městské okresy |        |                       |                    |                                  |
| Chan-čcheng | 韩城市 | 383 097               | 1 586              | 242                              |
| Chua-jin | 华阴市 | 205 119               | 676                | 304                              |
| Okresy |        |                       |                    |                                  |
| Tchung-kuan | 潼关县 | 125 317               | 433                | 290                              |
| Ta-li | 大荔县 | 592 888               | 1 707              | 347                              |
| Che-jang | 合阳县 | 360 683               | 1 313              | 275                              |
| Čcheng-čcheng | 澄城县 | 304 089               | 1 123              | 271                              |
| Pchu-čcheng | 蒲城县 | 662 603               | 1 582              | 419                              |
| Paj-šuej | 白水县 | 223 832               | 984                | 228                              |
| Fu-pching | 富平县 | 642 452               | 1 246              | 516                              |
| |        |                       |                    |                                  |
| Celkem | Celkem | 4 688 744             | 13 040             | 360                              |

## Partnerská města
- Čchangwon, Jižní Korea (2015)

- Kumi, Jižní Korea (2014)
- North Las Vegas, Nevada, Spojené státy americké (2015)

- Szeged, Maďarsko (1999)